# (250606) Bichat
(250606) Bichat (2005 EL222) – planetoida z pasa głównego asteroid okrążająca Słońce w ciągu 3,82 lat w średniej odległości 2,44 j.a. Została odkryta 12 marca 2005 roku.